# Belatucadros
Belatucadros nebo Belatucadrus je keltský bůh, uctívaný v severní Británii zejména v hrabství Cumberland a Westmorland. Může být ve vztahu s Belenem a Cernunnem a v Římě byl zaměněn s bohem Marsem.
Je znám asi z 28 nápisů v blízkosti Hadriánova valu v Anglii. Existují různé varianty jeho jména  Balatocadrus, Balatucadrus, Balaticaurus, Balatucairus, Baliticaurus, Belatucairus, Belatugagus, Belleticaurus, Blatucadrus and Blatucairus. Nejběžnější forma jména je Belatucadrus. V pěti nápisech je jméno boha vyobrazeno jako Mars Belatucadrus.
Oltáře zasvěcené tomuto bohu byly obvykle malé a prosté, což vede k domněnce že tento bůh byl uctíván především lidmi s nízkým sociálním postavením.
Pravděpodobně byl bohem války.